# Ранни будистки школи
Ранните будистки школи са тези будистки школи, на които първоначално монашеската сангха е била разделена, заради разликите във виная от самото начало, а по-късно и поради доктринално и географско разделение на първичната група монаси.
Първичната сангха се разделя на най-ранните будистки школи (които били Штавиравада и Махасангхика) много години след смъртта на Гаутама Буда. Според учения Коллър Кокс „повечето учени са единодушни, че въпреки че корените на най-ранните познати групи предшестват Ашока, тяхното разделяне се случва чак след неговата смърт.“По-късно тези първични школи се разделят на още школи като тези на Штавиравада и Махасангхика, и завършва наброявайки обикновено около 18 до 20 школи. В действителност, има няколко припокриващи се списъци на 18 школи, запазени в будистката традиция, на обща стойност около два пъти повече, въпреки че някои от тях могат да са със сменени имена. Смята се, че вероятно броят им е почти общоприет.
Школите понякога се разделят заради идеологически различия, относно за „действителното“ значение на текста Сутта питака, а и заради несъгласие относно правилното спазване на виная. Тези идеологии са вградени в големи произведения, като на Абхидхамма и към коментарите му. Сравнение между съществуващите версии на Сутта Питака на различните секти (школи), показва доказателства, че идеологиите от Абхидхамма понякога намират пътя си обратно в Сутта Питака, в подкрепа на изявленията, направени в тези на Абхидхамма.